# Džoni Racković
Nenad Racković (Beograd, 1967) jeste srpski multimedijalni umetnik, pisac i glumac. Studirao je glumu na Fakultetu dramskih umetnosti.

## Filmografija
- Kako je propao rokenrol (1989)
- Bolji život 2 (1992)
- Crni bombarder (1992)
- Projekat Pogled na Zid u saradnji sa Kulturnim Centrom ReksDupe od mramora (1995)
- Porodično blago 2 (2001)
- Mi nismo anđeli 3: Rock & roll uzvraća udarac (2006) [2]

## Bibliografija
- Aspirin, Beopolis (2002)[3]
- Knjiga recepata, Samizdat B92 (2002)[3]
- Peto godišnje doba, Laguna (2017)[4]

## Spoljašnje veze
- Džoni Racković на веб-сајту  (језик: енглески)
- Džoni u emisiji "Marka žvaka" - na You Tube
- "Nisam odmetnik, umetnik sam" - intervju Архивирано на веб-сајту  (25. децембар 2015) - "Vreme" | br. 1206 | 13. februar 2014.
- "Beograd su pretvorili u palanačku turističku destinaciju" - intervju za "Danas" | 11. avgust 2017.